# ليام باري
ليام باري (بالإنجليزية: Liam Barry)‏ هو لاعب اتحاد الرغبي نيوزلندي، ولد في 15 مارس 1971 في تاكابونا ‏ في نيوزيلندا.